# ピンドロール
ピンドロール（Pindolol）は、部分作動薬活性（内因性交感神経刺激作用(ISA)）を有する非選択的β遮断薬の一つであり、高血圧等の治療に用いられる。 また、セロトニン5-HT1A受容体の拮抗薬であり、抑制性の5-HT1A自己受容体を優先的に阻害するので、うつ病の治療において選択的セロトニン再取り込み阻害薬（SSRI）に追加する治療薬として研究されている。

## 効能・効果
日本で承認されている効能・効果は、
- 本態性高血圧症(軽症〜中等症)
- 狭心症
- 洞性頻脈

であり、それぞれで用法・用量が定められている。
米国、カナダ、欧州でも高血圧症に、米国外では狭心症にも使用されている。高血圧症に対する単剤投与で血圧と心拍数を大きく低下させられる可能性があるが、根拠となる研究の被験者数が少ないためこの用途に関するエビデンスは弱い。一部の国では、不整脈や急性ストレス反応の予防にも使用されている。

## 禁忌
禁忌は下記のように設定されている。
- 本剤の成分及び他のβ-遮断剤に対し過敏症の既往歴のある患者
- 気管支喘息、気管支痙攣のおそれのある患者
- 糖尿病性ケトアシドーシス、代謝性アシドーシスのある患者
- 高度の徐脈(著しい洞性徐脈)、房室ブロック(II、III度)、洞房ブロック、洞不全症候群のある患者
- 心原性ショック、肺高血圧による右心不全、鬱血性心不全の患者
- 異型狭心症の患者
- 低血圧症の患者
- 重症の末梢循環障害(壊疽等)のある患者
- 未治療の褐色細胞腫の患者チオリダジンを投与中の患者
- 妊婦又は妊娠している可能性のある婦人

また重要な基本的注意点として、甲状腺中毒症の患者への投与を中止する際には徐々に減量するよう記載されている。これは、ピンドロールが甲状腺機能亢進症の臨床症状を覆い隠すためであり、突然の休薬により甲状腺機能亢進症の諸症状（最悪の場合は甲状腺クリーゼ）が顕在化することによる。

## 薬理学的特性

### 薬力学的特性
| 受容体                                                                    | Ki (nM)      | 種          | 参考資料             |
| ------------------------------------------------------------------------- | ------------ | ----------- | -------------------- |
| 5-HT1A                                                                    | 15–81        | ヒト        | [ 9 ] [ 10 ] [ 11 ]  |
| 5-HT1B                                                                    | 4,100 34–151 | ヒト 齧歯類 | [ 10 ] [ 8 ] [ 12 ]  |
| 5-HT1D                                                                    | 4,900        | ヒト        | [ 10 ]               |
| 5-HT1E                                                                    | >10,000      | ヒト        | [ 13 ]               |
| 5-HT1F                                                                    | >10,000      | ヒト        | [ 14 ]               |
| 5-HT2A                                                                    | 9,333        | ヒト        | [ 15 ]               |
| 5-HT2B                                                                    | 2,188        | ヒト        | [ 15 ]               |
| 5-HT2C                                                                    | >10,000      | ヒト        | [ 15 ]               |
| 5-HT3                                                                     | ≥6,610       | 各種        | [ 16 ] [ 17 ] [ 18 ] |
| 5-HT5B                                                                    | >1,000       | ラット      | [ 19 ]               |
| 5-HT6                                                                     | >10,000 (–)  | マウス      | [ 20 ]               |
| 5-HT7                                                                     | >10,000      | ヒト        | [ 21 ] [ 22 ]        |
| α1                                                                        | 7,585        | ハト        | [ 16 ]               |
| α2                                                                        | ND           | ND          | ND                   |
| β1                                                                        | 0.52–2.6     | ヒト        | [ 11 ] [ 23 ]        |
| β2                                                                        | 0.40–4.8     | ヒト        | [ 11 ] [ 23 ]        |
| β3                                                                        | 44           | ヒト        | [ 23 ]               |
| D2-like                                                                   | >10,000      | ラット      | [ 24 ]               |
| D2                                                                        | >10,000      | ハト        | [ 16 ]               |
| D3                                                                        | >10,000      | ハト        | [ 16 ]               |
| 数値は特記無き場合 Ki (nM) であり、小さい程、受容体への薬物の結合が強い。 |              |             |                      |

β-アドレナリン受容体拮抗薬に分類され、第1世代の非選択的β遮断薬である。
受容体レベルで見ると競合的部分作動薬である。つまり競合するリガンドが存在しない場合でも、ある程度の作動薬効果があることを意味し、即ち内因性の交感神経刺激作用を有する。キニジンのような膜安定化作用を示し、これは抗不整脈作用の原因となっている。また、セロトニン5-HT1A受容体の部分作動薬（固有活性=20-25%）または機能的拮抗薬としても作用する。

### 薬物動態
消化管から迅速かつ良好に吸収される。部分的に初回通過効果を受けるので、経口時の生体利用率は50-95%である。尿毒症の患者では生体利用率が低下する可能性がある。食物による生体利用率の変化は無いが、吸収率を上げる可能性が有る。
20mgを単回経口投与した場合、1-2時間以内に最高血中濃度に達する。3時間後には脈拍低下作用が観察される。半減期が3-4時間とやや短いにも拘らず、血行動態への影響は投与後24時間にわたって持続する。血漿半減期は腎障害のある患者では3-11.5時間、高齢者では7-15時間、肝硬変患者では2.5-30時間と長くなる。
約2⁄3は肝臓で代謝されて水酸化物となり、尿中にグルクロン酸抱合体や硫酸抱合体として排泄される。残りの1⁄3は未変化体のまま尿中に排泄される。

## 承認
1964年に開発され、1970年にスイスで発売された。米国では1977年に発売された。
日本では、1972年に頻脈（洞性頻脈、発作性頻脈）、期外収縮の治療剤として承認された。1976年にはβ-遮断剤としては初めて本態性高血圧症の効能・効果が承認され、さらに1981年には狭心症が追加承認された。1988年に薬効再評価により、本態性高血圧症、狭心症、洞性頻脈の3つに効能・効果が整理された:1。

## 研究開発

### うつ病
セロトニン5-HT1A受容体の拮抗薬であることから、1994年以降、うつ病の治療においてフルオキセチンなどのSSRIによる抗うつ療法への追加薬として研究されている。シナプス前および細胞体樹状突起の5-HT1A受容体は、セロトニンの放出を抑制する自己受容体として働くため抑うつ作用がある。対照的に、後シナプス型5-HT1A受容体は抗うつ作用をもたらす。ピンドロールは5-HT1A自己受容体を後シナプス型5-HT1A受容体より選択的に遮断することでセロトニンの放出を脱抑制し、SSRIの抗うつ効果を高めることができると考えられる。この仮説を元に行われた増強療法は、質の低い初期の研究では有望であったが、2015年に行われた5つの無作為化比較試験のシステマティックレビューとメタアナリシスでは、全体的に有意な効果は認められず、忍容性や安全性にも有意差は検出されなかった。ただし、SSRIの抗うつ効果の発現を早められる可能性はある。
また、強力な一酸化窒素捕捉剤である。この効果は炭酸水素ナトリウムによって増強される。また、一酸化窒素の合成阻害によって、動物において抗不安作用を示す。

### 早漏症
最近の研究によると、フルオキセチンやパロキセチンなどのSSRIを毎日服用するという標準的な早漏防止療法に、ピンドロールを追加することで効果を増強できる。SSRI単独療法で改善が見られなかった患者においても、ピンドロール追加投与で射精までの時間を大幅に延長できた。

## 参考資料
1. 1 2  Drugs.com International brand names for pindolol Archived 2017-10-01 at the Wayback Machine. Page accessed Sept 4, 2015
2. 1 2  Wong, GW; Boyda, HN; Wright, JM (Nov 2014). “Blood pressure lowering efficacy of partial agonist beta blocker monotherapy for primary hypertension”. Cochrane Database Syst Rev 11 (11):  CD007450. doi:10.1002/14651858.CD007450.pub2. PMC 6486122. PMID 25427719.
3. 1 2  “The use of pindolol to potentiate antidepressant medication”. J Clin Psychiatry 59 Suppl 5:  16–23; discussion 24–5. (1998). PMID 9635544.
4. 1 2 3 4  “Serotonin 5-HT1A receptors as targets for agents to treat psychiatric disorders: rationale and current status of research”. CNS Drugs 27 (9):  703–16. (2013). doi:10.1007/s40263-013-0071-0. PMID 23757185.
5. 1 2 3  “Is pindolol augmentation effective in depressed patients resistant to selective serotonin reuptake inhibitors? A systematic review and meta-analysis”. Hum Psychopharmacol 30 (3):  132–42. (2015). doi:10.1002/hup.2465. PMID 25689398.
6. 1 2  “カルビスケン錠５ｍｇ 添付文書”. www.info.pmda.go.jp.   PMDA. 2021年4月19日閲覧。
7. ↑  “Archived copy”. 2011年9月27日時点のオリジナルよりアーカイブ。2010年8月15日閲覧。
8. 1 2  “PDSP Ki Database”. Psychoactive Drug Screening Program (PDSP).   University of North Carolina at Chapel Hill and the United States National Institute of Mental Health. 2017年8月14日閲覧。
9. ↑  “The main features of central 5-HT1 receptors”. Neuropsychopharmacology 3 (5–6):  349–60. (1990). PMID 2078271.
10. 1 2 3  “Human serotonin 1D receptor is encoded by a subfamily of two distinct genes: 5-HT1D alpha and 5-HT1D beta”. Proc. Natl. Acad. Sci. U.S.A. 89 (8):  3630–4. (1992). Bibcode: 1992PNAS...89.3630W. doi:10.1073/pnas.89.8.3630. PMC 48922. PMID 1565658.
11. 1 2 3  “Indoloxypropanolamine analogues as 5-HT(1A) receptor antagonists”. Bioorg. Med. Chem. Lett. 17 (20):  5600–4. (2007). doi:10.1016/j.bmcl.2007.07.086. PMID 17804228.
12. ↑  “Molecular biology of 5-HT receptors”. Neuropharmacology 33 (3–4):  275–317. (1994). doi:10.1016/0028-3908(94)90059-0. PMID 7984267.
13. ↑  “Human gene S31 encodes the pharmacologically defined serotonin 5-hydroxytryptamine1E receptor”. Mol. Pharmacol. 42 (2):  180–5. (1992). PMID 1513320.
14. ↑  “Cloning of another human serotonin receptor (5-HT1F): a fifth 5-HT1 receptor subtype coupled to the inhibition of adenylate cyclase”. Proc. Natl. Acad. Sci. U.S.A. 90 (2):  408–12. (1993). Bibcode: 1993PNAS...90..408A. doi:10.1073/pnas.90.2.408. PMC 45671. PMID 8380639.
15. 1 2 3  “Pharmacological characterisation of the agonist radioligand binding site of 5-HT(2A), 5-HT(2B) and 5-HT(2C) receptors”. Naunyn Schmiedebergs Arch. Pharmacol. 370 (2):  114–23. (2004). doi:10.1007/s00210-004-0951-4. PMID 15322733.
16. 1 2 3 4  “The putative 5-HT1A receptor antagonist DU125530 blocks the discriminative stimulus of the 5-HT1A receptor agonist flesinoxan in pigeons”. Eur. J. Pharmacol. 325 (2–3):  145–53. (1997). doi:10.1016/s0014-2999(97)00131-3. PMID 9163561.
17. ↑  “Characterisation of 5-HT3 recognition sites in membranes of NG 108-15 neuroblastoma-glioma cells with [3H]ICS 205-930”. Naunyn Schmiedebergs Arch. Pharmacol. 337 (5):  493–9. (1988). doi:10.1007/bf00182721. PMID 3412489.
18. ↑  “Identification of serotonin 5-HT3 recognition sites in membranes of N1E-115 neuroblastoma cells by radioligand binding”. Mol. Pharmacol. 33 (3):  303–9. (1988). PMID 3352595.
19. ↑  “Cloning and characterization of the rat 5-HT5B receptor. Evidence that the 5-HT5B receptor couples to a G protein in mammalian cell membranes”. FEBS Lett. 333 (1–2):  25–31. (1993). doi:10.1016/0014-5793(93)80368-5. PMID 8224165.
20. ↑  “Molecular cloning of a mammalian serotonin receptor that activates adenylate cyclase”. Mol. Pharmacol. 44 (2):  229–36. (1993). PMID 8394987.
21. ↑  “Cloning of a novel human serotonin receptor (5-HT7) positively linked to adenylate cyclase”. J. Biol. Chem. 268 (31):  23422–6. (1993). doi:10.1016/S0021-9258(19)49479-9. PMID 8226867.
22. ↑  “Cloning, expression and pharmacology of a truncated splice variant of the human 5-HT7 receptor (h5-HT7b)”. Br. J. Pharmacol. 122 (1):  126–32. (1997). doi:10.1038/sj.bjp.0701336. PMC 1564895. PMID 9298538.
23. 1 2 3  “Comparative pharmacology of human beta-adrenergic receptor subtypes--characterization of stably transfected receptors in CHO cells”. Naunyn Schmiedebergs Arch. Pharmacol. 369 (2):  151–9. (2004). doi:10.1007/s00210-003-0860-y. PMID 14730417.
24. ↑  “Characterization of (125)I-IABN, a novel azabicyclononane benzamide selective for D2-like dopamine receptors”. Synapse 38 (4):  438–49. (2000). doi:10.1002/1098-2396(20001215)38:4<438::AID-SYN9>3.0.CO;2-5. PMID 11044891.
25. ↑  Wiysonge, Charles Shey; Volmink, Jimmy; Opie, Lionel H (2007). “Beta-blockers and the treatment of hypertension: it is time to move on”. Cardiovascular Journal of Africa 18 (6):  351–352. ISSN 1995-1892. PMC 4170499. PMID 18092107.
26. ↑  “Pindolol augmentation of antidepressant response”. Curr Drug Targets 7 (2):  139–47. (2006). doi:10.2174/138945006775515446. PMID 16475955.
27. ↑  "Discovery and Development of Major Drugs. Chapter 2 in Pharmaceutical Innovation: Revolutionizing Human Health. Volume 2 of Chemical Heritage Foundation series in innovation and entrepreneurship. Eds Ralph Landau, Basil Achilladelis, Alexander Scriabine. Chemical Heritage Foundation, 1999. ISBN 9780941901215 p 185
28. ↑  “カルビスケン錠5mg インタビューフォーム”.   PMDA. 2021年4月19日閲覧。
29. ↑  Fernandes, E; Gomes, A; Costa, D; Lima, JL (2005). “Pindolol is a potent scavenger of reactive nitrogen species”. Life Sciences 77 (16):  1983–1992. doi:10.1016/j.lfs.2005.02.018. PMID 15916777.
30. ↑  Safarinejad, MR (2008). “Once-daily high-dose pindolol for paroxetine-refractory premature ejaculation: a double-blind, placebo-controlled and randomized study.”. Journal of Clinical Psychopharmacology 28 (1):  39–44. doi:10.1097/jcp.0b013e31816073a5. PMID 18204339.